# Турнеја Британских и Ирских Лавова по Јужноафричкој Унији 1938.
Турнеја Британских и Ирских Лавова по Јужноафричкој Унији 1938. (службени назив:1938 British Isles tour to South Africa) је била турнеја острвског рагби дрим тима по Јужноафричкој Унији 1938. Најбољи рагбисти Ирске и Велике Британије су на овој турнеји одиграли укупно 24 утакмице и забележили су 17 победа и 7 пораза. Спрингбокси су освојили серију са 2:1 у победама.

## Тим
Стручни штаб
- Менаџер Бернард Хартли, Енглеска

Играчи
'Бекови'
- Џим Анвин
- Бил Клемент
- Елвент Џонс
- Чарлс Бојл
- Рој Лејланд
- Данкан Мекри
- Хери Мекибин
- Басил Никлсон
- Френк Рејнолдс
- Џорџ Кроми
- Џејмс Гејлс
- Хејден Тенер
- Џорџ Морган

'Скрам'
- Сем Вокер, капитен
- Еди Морган
- Вилијам Хауард
- Вилијам Треверс
- Чарлс Грејвс
- Педи Мејн
- Џералд Денсер
- С. Р. Каучмен
- Е. Џ. Пурчес
- Џ. Ватерс
- П. Даф
- Ивор Вилијамс
- Расејл Тејлор
- Роберт Александер

## Утакмице
| Утак. | Тим                                     | Резултат | Тим    |
| ----- | --------------------------------------- | -------- | ------ |
| 1.    | Бордер булдогс                          | 8:11     | Лавови |
| 2.    | Гриквледн вест                          | 9:22     | Лавови |
| 3.    | Западна провинција                      | 11:8     | Лавови |
| 4.    | Јужнозападни округ                      | 10:19    | Лавови |
| 5.    | Западна провинција                      | 21:11    | Лавови |
| 6.    | Трансвал                                | 9:26     | Лавови |
| 7.    | Оранџ фри стејт                         | 6:21     | Лавови |
| 8.    | Оранџ фри стејт каунтри                 | 3:18     | Лавови |
| 9.    | Трансвал                                | 16:9     | Лавови |
| 10.   | Северно источни Трансвал                | 12:20    | Лавови |
| 11.   | Кејп провинс                            | 3:20     | Лавови |
| 12.   | Родезија                                | 11:25    | Лавови |
| 13.   | Родезија                                | 11:45    | Лавови |
| 14.   | Трансвал                                | 9:17     | Лавови |
| 15.   | Спрингбокси                             | 26:12    | Лавови |
| 16.   | Северна провинција                      | 26:8     | Лавови |
| 17.   | Натал                                   | 11:15    | Лавови |
| 18.   | Бордер булдогс                          | 11:19    | Лавови |
| 19.   | Северно источни округ                   | 3:42     | Лавови |
| 20.   | Источна провинција                      | 5:6      | Лавови |
| 21.   | Спрингбокси                             | 19:3     | Лавови |
| 22.   | Спрингбокси                             | 16:21    | Лавови |
| 23.   | Универзитетска екипа западне провинције | 16:19    | Лавови |
| 24.   | Вестерн провинс каунтри                 | 12:7     | Лавови |

### Генерални учинак
| Одиграно утакмица | Победа Лавова | Нерешено | Пораз Лавова |
| ----------------- | ------------- | -------- | ------------ |
| 24                | 17            | 0        | 7            |

| Победник турнеје 1938. |
| ---------------------- |
| Спринбокси (2-1)       |

## Статистика
Највећа посета
35 000 гледалаца, други тест меч
Највише поена против Јужне Африке
Вивијан Џенкинс 9 поена

## Видео снимци
Есеј Спрингбокса на другом тест мечу
Springbok Try Nr: 103 - Ben du Toit (1938 - British Lions, 2nd Test, Port Elizabeth) - YouTube